# Dannevirke (Zeitung)

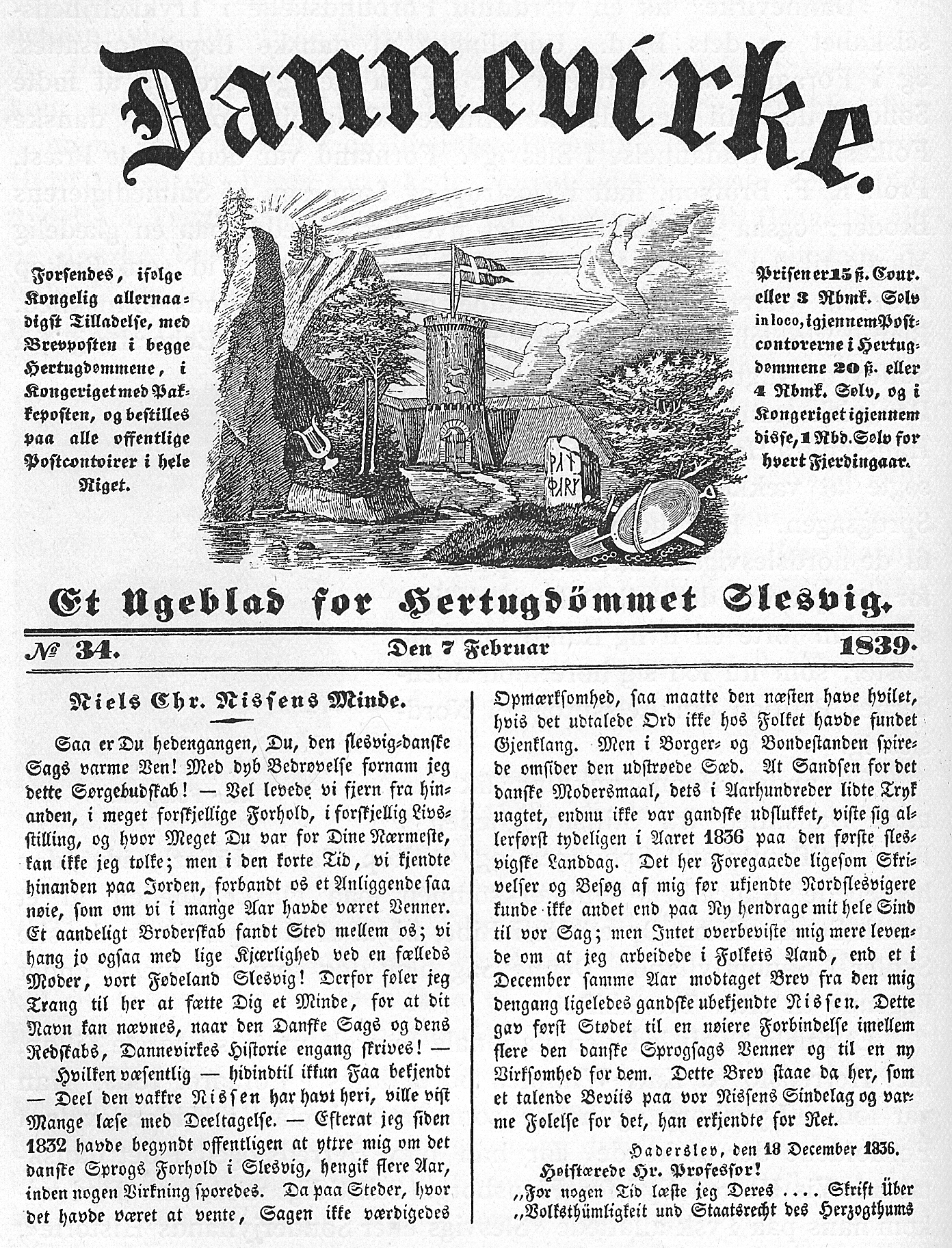
Dannevirke Titelblatt, 1839

Dannevirke war eine dänische Tageszeitung, die in Hadersleben erschien und nach der historischen Festungsanlage Dannewerk benannt war. Sie erschien erstmals 1838, als erste dänischsprachige Zeitung im damaligen Herzogtum Schleswig. 1975 wurde sie nach der Übernahme durch Jydske Tidende endgültig eingestellt.

## Geschichte
Die Zeitung wurde 1838 vom Verleger Godske Nielsen und Redakteur Peter Christian Koch in Hadersleben gegründet, der nördlichsten Stadt im damaligen Herzogtum Schleswig. Dort war sie die erste dänischsprachige Tageszeitung. In Hadersleben konkurrierte sie mit der deutschsprachigen Zeitung Lyna. In der Folgezeit verschärfte sich der nationale Gegensatz zwischen Deutsch und Dänisch, und Dannevirke nahm einen klar dänischen Standpunkt ein. In der ersten Phase des Dreijährigen Krieges um Schleswig (1848–50) erreichte sie mit einer Auflage von 1250 Exemplaren ihren ersten Höhepunkt. Zahlreiche dänische Persönlichkeiten schrieben für die Zeitung, darunter auch N. F. S. Grundtvig.
Nach dem Krieg von 1864 wurde die Zeitung von den preußischen Behörden zeitweise verboten, konnte ab 1867 aber wieder erscheinen. Ihre Vorkriegsbedeutung konnte sie zunächst nicht wieder erlangen. Im nördlichen Landesteil konkurrierte sie mit der ebenfalls in Hadersleben herausgegebenen Tageszeitung Schleswigsche Grenzpost. Seit 1903 erschien Dannevirke als Teilausgabe der Zeitung Modersmaalet.
Nach der Vereinigung Nordschleswigs mit Dänemark 1920 wuchs die Bedeutung der Zeitung erneut, und sie wurde zunehmend zum lokalen Sprachrohr der Partei Venstre. Seit 1938 wurde Modersmaalet endgültig mit Dannevirke vereinigt, wobei der Name Dannevirke auf die Gesamtausgabe ausgedehnt wurde. Die Druckerei am Haderslebener Klostergang, wo auch Bücher erstellt wurden, behielt jedoch den Namen Modersmaalets Officin.
1972 übernahm die größere Zeitung Jydske Tidende mit Sitz in Kolding die Zeitung Dannevirke. Drei Jahre später wurde diese endgültig eingestellt, ebenso wie andere von Jydske Tidende übernommene Lokalzeitungen in der Region. Seither erscheint in Hadersleben nur noch eine Lokalausgabe von JydskeVestkysten.